# سيرة أليس توكلاس (كتاب)
السيرة الذاتية لأليس توكلاس هو كتاب من تأليف جيرترود شتاين، كُتب في أكتوبر ونوفمبر 1932 ونشر في عام 1933. وهو شكل سيرة ذاتية كتبتها أليس توكلاس [الإنجليزية]، شريكة حياتها. في عام 1998، صنفته مجلة Modern Library [الإنجليزية] كواحد من أعظم 20 كتابًا واقعيًا باللغة الإنجليزية في القرن العشرين.

## ملخص الفصول

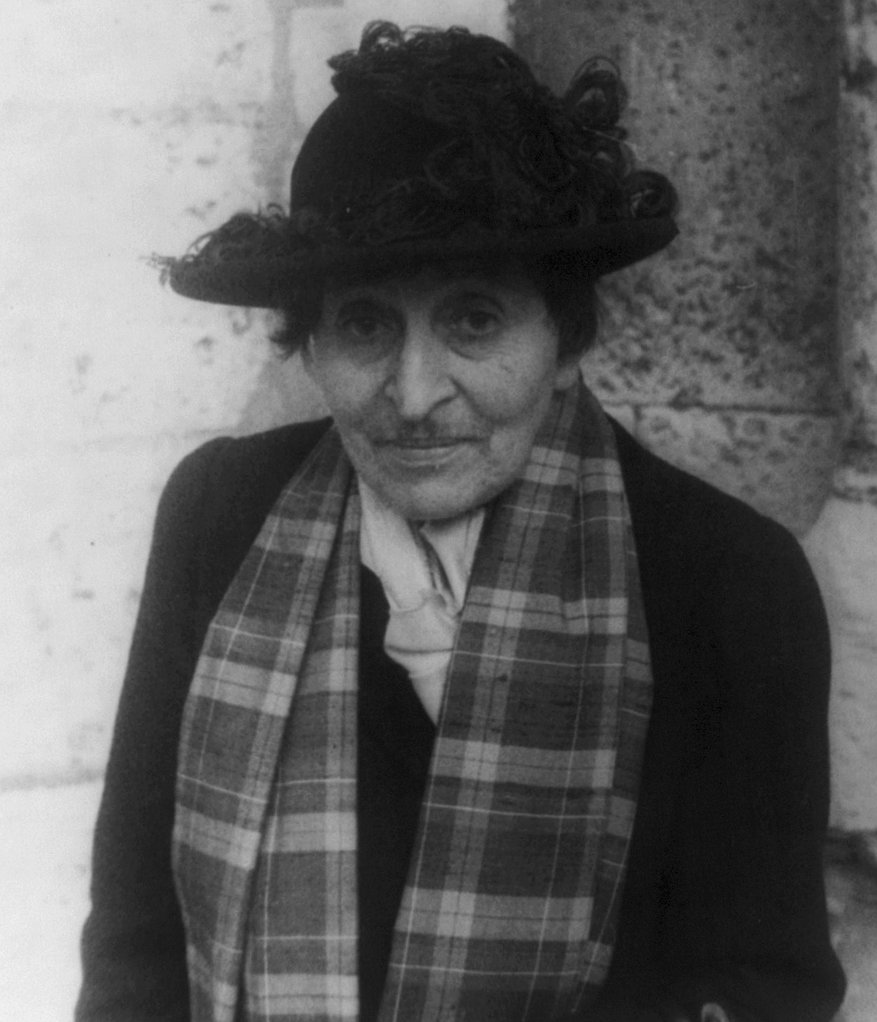
أليس توكلاس، تصوير كارل فان فيختن، 1949

### قبل مجيئي إلى باريس
تحكي أليس توكلاس، بصفتها راوية العمل، كيف ولدت في عائلة ثرية في سان فرانسيسكو، واصفةً خلفيات والديها وتاريخ عائلتها. ووصفت لاحقًا لقاءها بأخت زوجة جيرترود شتاين أثناء الحرائق في أعقاب زلزال سان فرانسيسكو عام 1906، وقررت الانتقال إلى باريس في عام 1907.

### وصولي إلى باريس
تكتب أليس عن الدور المهم الذي تلعبه هيلين، خادمة جيرترود، في منزلهم في باريس. تذكر الاستعدادات لمعرض فني. تناقش بابلو بيكاسو وعشيقته فيرناند أوليفييه. أنهى بيكاسو وفيرناند علاقتهما، وانتقلت فيرناند إلى مونبارناس [الإنجليزية] لتدريس اللغة الفرنسية. وكانت أليس وجيرترود تزوراها هناك.

### جيرترود شتاين في باريس، 1903-1907
تحكي أليس عن جيرترود وشقيقها ليو شتاين عندما كانوا يشترون لوحات لبول سيزان وهنري ماتيس من أمبرواز فولارد [الإنجليزية]. وبعد ذلك أصبحوا جميعًا أصدقاء. وتناقش بعد ذلك قضاء الصيف مع جيرترود في فيسولي بإيطاليا، بينما كان يذهب بيكاسو إلى إسبانيا.

### جيرترود شتاين قبل مجيئها إلى باريس
تروي أليس كيف ولدت جيرترود ستاين في أليغيني [الإنجليزية] ببنسلفانيا، ثم انتقلت إلى فيينا، وإلى باسي [الإنجليزية]، وأخيرًا إلى مدينة نيويورك وكاليفورنيا. ثم التحقت بكلية رادكليف، حيث درست على يد ويليام جيمس. وقررت دراسة الماجستير في جامعة جونز هوبكينز لكنها تركت الدراسة بسبب الملل، ثم انتقلت إلى لندن وكانت تشعر بالملل هناك أيضًا، وعادت إلى أمريكا، واستقرت في نهاية المطاف في باريس.

### 1907-1914
تصف المنزل الواقع في 27 شارع دي فلوروس، مع الإشارة إلى تصميم الغرف والاستوديو (المحترف). تروي أليس قصصًا عن ماتيس وفنانين آخرين والكاتب أبولينير. وتروي انتقالها إلى إنجلترا عشية الحرب العالمية الأولى ولقاء جيرترود، تاركين ميلدريد ألدريتش وحدها في باريس.

### الحرب
تبدأ جيرترود وأليس سنوات الحرب في إنجلترا، ثم يذهبان لفترة وجيزة إلى فرنسا لإنقاذ كتابات جيرترود. ثم يعيشان بعد ذلك في إسبانيا لفترة، ثم يعودان في النهاية إلى فرنسا. وهناك، يتطوعان لصالح الصندوق الأمريكي للجرحى الفرنسيين، ويسافران عبر فرنسا لمساعدة الجرحى والمشردين.

### بعد الحرب، 1919-1932
تحكي أليس عن جدال جيرترود مع إليوت بعد أن وجد أن إحدى كتاباتها غير مناسبة. وتتحدث عن صداقتها مع شيروود أندرسون وهمينغواي، اللذين ساعدا في نشر كتاب صناعة الأمريكيين [الإنجليزية]. وهناك يكوّنان صداقات مع زمرة من الفنانين الروس، لكنهم لا يشكلون أي حركة فنية. ثم تذكر أليس المزيد من الحفلات مع الفنانين.

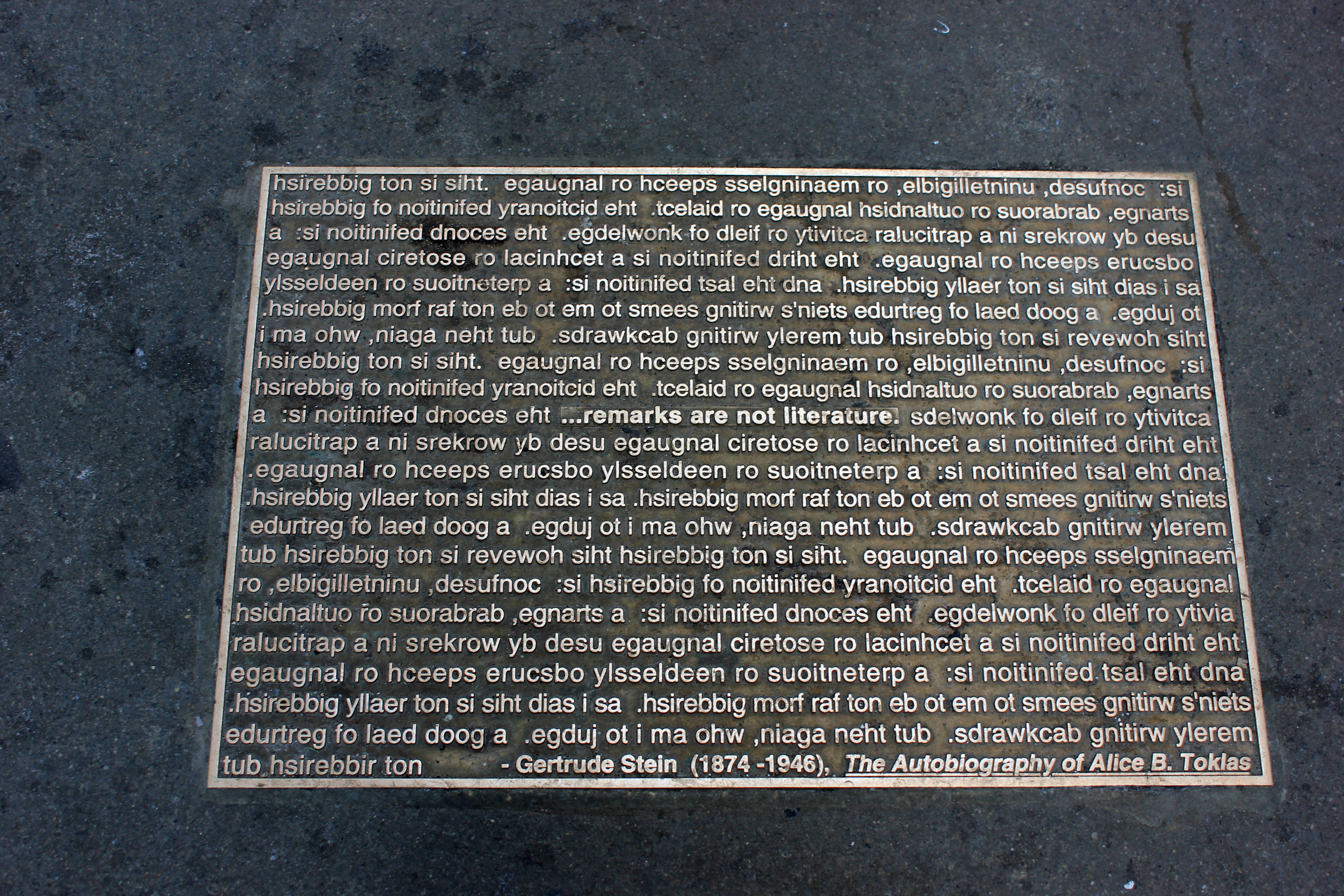
"...التصريحات ليست أدباً"

## الأهمية الأدبية والنقد
اعترفت جيرترود شتاين بكتابة العمل في ستة أسابيع بهدف كسب المال. ومع ذلك، لم تحب كتابتها لهذا السبب بالذات، ولم تعتقد أليس أنها ستكون ناجحة. كانت هذه أول كتابات شتاين تُنشر في مجلة أتلانتيك الشهرية، مما أسعدها كثيرًا. ونشرت المجلة ستين بالمائة من الكتاب على أربع دفعات.
أما بالنسبة لأصدقائها، فقد أحبه كارل فان فيختن؛ واعتقد هنري ماكبرايد أن الكتاب تجاري للغاية. وصفه إرنست همينغواي بأنه "كتاب مثير للشفقة". وشعر هنري ماتيس بالإهانة من أوصاف زوجته؛ واعتقد جورج براك أن شتاين أساءت فهم التكعيبية. واعتبره شقيقها ليو شتاين "مجموعة من الأكاذيب". النجاح التجاري الذي حققه كتابها مكنها من أن تعيش أسلوب حياة أكثر ازدهارًا.
ووفقًا لفيرجيل تومسون، فإن "الكتاب هو في كل شيء باستثناء التأليف الفعلي لكتاب أليس توكلاس؛ فهو يعكس عقلها، ولغتها، ونظرتها الخاصة لجيرترود، وكذلك قدراتها السردية الفريدة. كل قصة يتم سردها كما روتها أليس نفسها دائمًا... كل قصة جاءت إلى المنزل تُروى في النهاية بطريقة أليس، وكانت هذه نسختها النهائية".
لاحظ العديد من النقاد، بما في ذلك جانيت وينترسون، أن شتاين ابتكرت في هذا الكتاب شكلًا أدبيًا جديدًا، بناءً على سيرة أورلاندو الخيالية لفرجينيا وولف لتعيد تفسيرها الخاص لنوع السيرة الذاتية.